# World of Coca-Cola

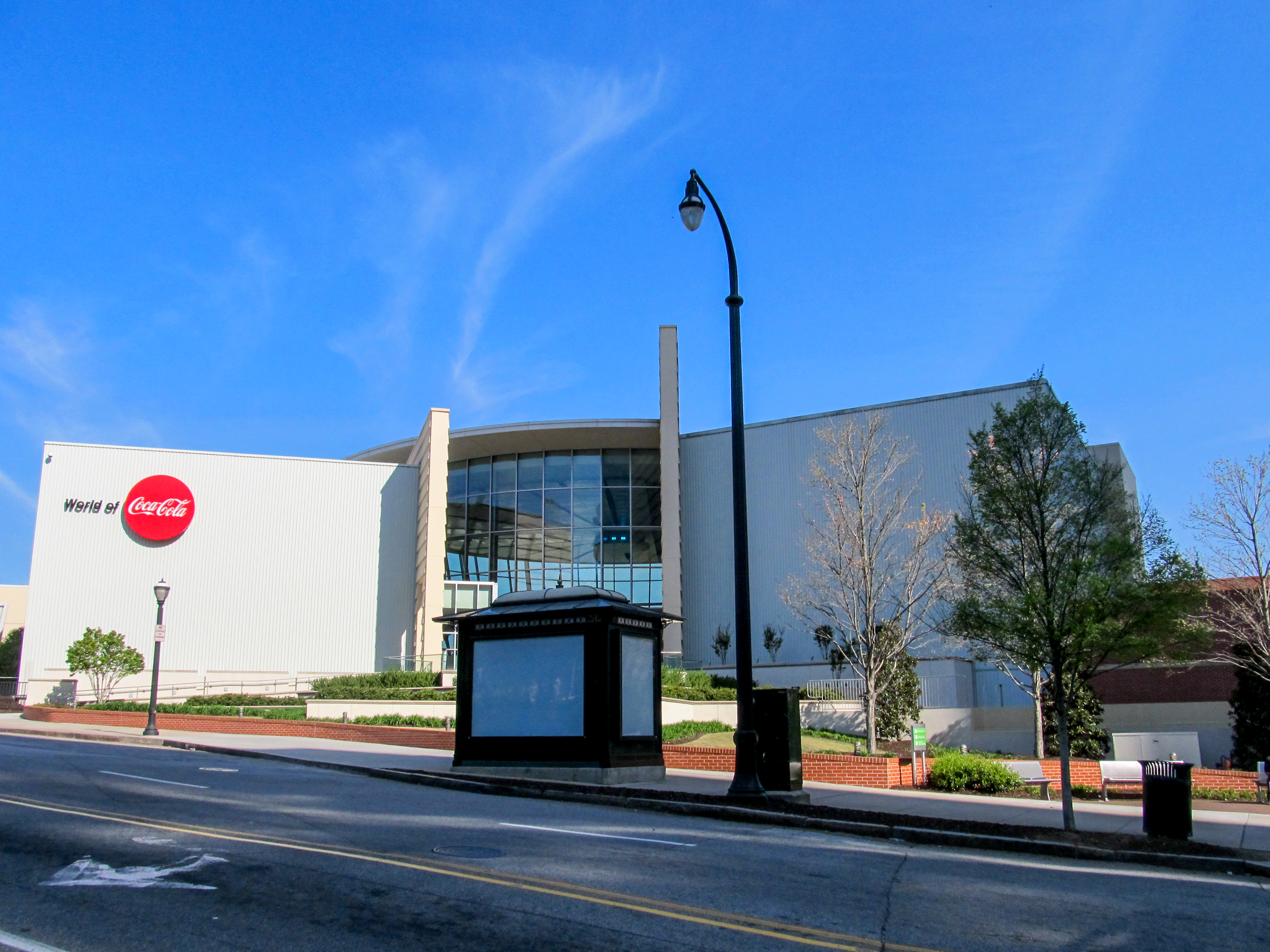
World of Coca-Cola

World of Coca-Cola är ett museum i Atlanta, vilket dokumenterar läskedrycken Coca-Colas historia. Museet, som grundades 1990, öppnades för allmänheten 2007. I museet finns världens största samling av Coca-Cola-prylar. Besökaren kan provsmaka en rad olika produkter.